# Breeders Crown 2YO Filly Pace
| 2YO Filly Pace |  | 2YO Colt & Gelding Pace |  | 3YO Filly Pace |  | 3YO Colt & Gelding Pace |  | Open Mare Pace |  | Open Pace |

Breeders Crown 2YO Filly Pace är ett årligt passgångslopp i Breeders Crown-serien för 2-åriga varmblodiga ston. Loppet är ett sprinterlopp över 1609 meter och körs på olika travbanor i USA och Kanada, sedan premiären 1984. Förstapris är 250 000 amerikanska dollar. 2010 blev Pocono Downs den första banan som körde alla 12 lopp i travserien under en och samma kväll.

## Segrare
| År   | Häst               | Kusk            | Tränare                | Tid    |
| ---- | ------------------ | --------------- | ---------------------- | ------ |
| 2022 | Sylvia Hanover     | Bob McClure     | Shawn Steacy           | 1:51.1 |
| 2021 | Niki Hill          | Dexter Dunn     | Chris Ryder            | 1:51.0 |
| 2020 | Fire Start Hanover | Dexter Dunn     | Richard "Nifty" Norman | 1:50.4 |
| 2019 | Reflect With Me    | Andrew McCarthy | Tony Alagna            | 1:50.3 |
| 2018 | Warrawee Ubeaut    | Yannick Gingras | Ron Burke              | 1:52.3 |
| 2017 | Youaremycandygirl  | Yannick Gingras | Ron Burke              | 1:53.2 |
| 2016 | Someomensomewhere  | Marcus Miller   | Erv Miller             | 1:51.2 |
| 2015 | Pure Country       | Brett Miller    | Jimmy Takter           | 1:51.4 |
| 2014 | Jk She'salady      | Tim Tetrick     | Nancy Johansson        | 1:50.2 |
| 2013 | Uffizi Hanover     | David Miller    | Jimmy Takter           | 1:52.1 |
| 2012 | Somwherovrarainbow | Andy Miller     | George Teague J:r      | 1:52.2 |
| 2011 | Economy Terror     | Brian Sears     | Chris Oakes            | 1:51.0 |
| 2010 | See You At Peelers | Jim Morrill J:r | Jimmy Takter           | 1:52.1 |
| 2009 | Fancy Filly        | Brian Sears     | Brenda Teague          | 1:53.4 |
| 2008 | Fox Valley Topaz   | David Miller    | Ken Rucker             | 1:52.4 |
| 2007 | Stylish Artist     | George Brennan  | Mark Steacy            | 1:53.0 |
| 2006 | Calgary Hanover    | Mike Lachance   | Don Swick              | 1:53.2 |
| 2005 | My Little Dragon   | Ron Pierce      | Brendan Johnson        | 1:52.1 |
| 2004 | Restive Hanover    | Andy Miller     | Erv Miller             | 1:52.4 |
| 2003 | Pans Culottes      | Daniel Dube     | Benjamin Wallace       | 1:54.3 |
| 2002 | Armbro Amoretto    | Luc Ouellette   | David Smith            | 1:53.0 |
| 2001 | Cam Swifty         | Jim Meittinis   | Don Swick              | 1:52.4 |
| 2000 | Lady MacBeach      | Luc Ouellette   | Joe Holloway           | 1:55.3 |
| 1999 | Eternal Camnation  | Eric Ledford    | Jeff Miller            | 1:52.3 |
| 1998 | Juliet's Fate      | George Brennan  | Brett Pelling          | 1:52.0 |
| 1997 | Take Flight        | Luc Ouellette   | Alan Riegle            | 1:54.1 |
| 1996 | Before Sunrise     | Steve Condren   | Gene Riegle            | 1:55.3 |
| 1995 | Paige Nicole Q     | John Campbell   | Chuck Sylvester        | 1:53.4 |
| 1994 | Yankee Cashmere    | Peter Wrenn     | Brett Bittle           | 1:56.0 |
| 1993 | Electric Slide     | Mike Lachance   | Bob McIntosh           | 1:55.3 |
| 1992 | Immortality        | John Campbell   | Bruce Nickells         | 1:54.4 |
| 1991 | Hazleton Kay       | John Campbell   | Bruce Nickells         | 1:53.4 |
| 1990 | Miss Easy          | John Campbell   | Bruce Nickells         | 1:54.0 |
| 1989 | Town Pro           | Doug Brown      | Stew Firlotte          | 1:55.0 |
| 1988 | Central Park West  | John Campbell   | Bruce Nickells         | 1:53.3 |
| 1987 | Leah Almahurst     | Bill Fahy       | Gene Riegle            | 2:00.1 |
| 1986 | Halcyon            | Ray Remmen      | Ray Remmen             | 1:58.0 |
| 1985 | Caressable         | Hervé Filion    | Billy Haughton         | 2:00.0 |
| 1984 | Amneris            | John Campbell   | Sören Nordin           | 1:57.1 |